# 벽제역
벽제역(Byeokje station, 碧蹄驛)은 경기도 고양시 덕양구에 위치한 교외선의 철도역이다. 2004년부로 여객열차의 영업이 중지되었다.
역 구내에 군인환자 수송과 군부대 화물들을 취급하기 위해 열차가 가끔씩 왔지만 지금은 본선과 기타 선로의 연결이 해제되었다. 역 건물은 화물업무를 하는 물류업체에서 사무실로 사용하다가 2024년에 철거되었다. 과거에 흔히 방객현터널(일명 벽제터널)이라 불리는 장소에 사람들이 사진을 촬영하러 방문하였지만 과태료 부과 대상이다.

## 연혁
- 1960년 12월 20일 : 역사 신축 착공
- 1961년 5월 30일 : 역사 신축 준공
- 1961년 7월 10일 : 배치간이역으로 영업 개시[3]
- 1964년 1월 1일 : 배치간이역에서 보통역으로 승격[4]
- 1983년 10월 1일 : 무배치간이역으로 격하(일영역 관리)[5]
- 1986년 1월 7일 : 소화물 취급 중지[6]
- 1995년 9월 1일 : 화물취급 중지[7]
- 2004년 4월 1일 : 여객취급 중지
- 2015년 5월 29일 : 화물 취급 중지[8]
- 2024년 11월 : 역사 철거

## 같이 보기
- 서울시립승화원
- 벽제읍